# Grethem
Grethem ist eine Gemeinde im Landkreis Heidekreis in Niedersachsen. Sie gehört der Samtgemeinde Ahlden an, die ihren Verwaltungssitz in der Gemeinde Hodenhagen hat.

## Geografie
Grethem liegt zwischen Walsrode und Hannover westlich der Mündung der Leine in die Aller. Zu Grethem gehört der Ortsteil Büchten.

## Geschichte
Auf eine frühe Besiedlung der Gegend weist der Fund von drei Hemmoorer Eimern aus der jüngeren römischen Kaiserzeit um das dritte Jahrhundert hin. Der Inhalt bestand aus Resten von Feuerbestattungen. In dem Behältnis mit dem Leichenbrand der Dame von Grethem befand sich das Fragment eines Elfenbeinkamms aus dem 1. Jahrhundert v. Chr., wobei es sich um künstlerisch hochwertige römische Importware handelte. Die Funde führten zu Überlegungen, ob sich am Zusammenfluss von Aller und Leine bei Grethem ein römischer Ufermarkt befunden hat.
Rund einen halben Kilometer nordöstlich von Grethem befand sich die Burg Blankenhagen aus der Zeit um 1200, von der heute noch zwei mit Büschen bewachsene Erdhügel sichtbar sind. Es handelte sich um eine Niederungsburg, deren Reste sich an einem Feldweg nahe der heutigen Gierseilfähre über die Aller finden.
Eine Schachtanlage zur Kalisalzgewinnung wurde ca. 1923 geschlossen. Die Nebengebäude und Halden sind noch erhalten.
Am 1. März 1974 wurde die Gemeinde Büchten eingegliedert.

## Politik

### Bürgermeister
Der ehrenamtliche Bürgermeister Udo Schönberg wurde am 9. September 2001 gewählt.

### Gemeinderat
Der Rat der Gemeinde Grethem setzt sich aus neun Mitgliedern zusammen. Die Ratsmitglieder werden durch eine Kommunalwahl für jeweils fünf Jahre gewählt.
Bei der Kommunalwahl 2021 ergab sich folgende Sitzverteilung:
| Gemeinderat 2021Insgesamt 9 Sitze - SPD: 2 - UWG: 5 - CDU: 2 | Gemeinderatswahl 2021Wahlbeteiligung: 76,46 % 6050403020100 54,9 %26,1 %19,0 % UWGaSPDCDUAnmerkungen:a Unabhängige Wählergemeinschaft Grethem |

Bei der vorherigen Kommunalwahl ergab sich folgende Sitzverteilung:
| Wahljahr | UWG | SPD | CDU | Gesamt |
| -------- | --- | --- | --- | ------ |
| 2016     | 5   | 2   | 2   | 9      |
| 2011     | 4   | 3   | 2   | 9      |

### Wappen
Blasonierung: „Schild geviert, Feld 1: In Rot ein trabendes silbernes Pferd, Feld 2: In Silber blaue Beeren auf grünen Blättern, Feld 3: In Silber ein schwarzes Bergmannsgezähe, Feld 4: In Blau drei schräglinke goldene Balken.“
Das Wappen wurde 2009 vom Kommunalheraldiker Jörg Mantzsch gestaltet.

## Wirtschaft und Infrastruktur
Die Bundesautobahn 7 liegt östlich der Gemeinde. Die nächste Anschlussstelle ist in Buchholz (Aller) in ca. 13 km Entfernung.

## Persönlichkeiten
- Carmen Schrader (1913–2012), geboren in Grethem, Gerechte unter den Völkern